# Leonard Greene
Leonard „Lenny“ Greene (* 10. Februar 1980 in Darmstadt) ist ein ehemaliger deutscher American-Football-Spieler.

## Laufbahn
Greene, ein Vetter von Pascal Ritzheim, spielte bei den Darmstadt Diamonds, dann bei den Rüsselsheim Razorbacks, 2005 gelang ihm der Sprung in die NFL Europe, in der er 2005 bei den Cologne Centurions unter Vertrag stand. 2007 war er in derselben Liga Spieler von Frankfurt Galaxy, in der Bundesliga gewann er mit den Braunschweig Lions im selben Jahr den deutschen Meistertitel.
Nach einem Abstecher zur US-Mannschaft Arkansas Twister (AF2) wechselte der als Cornerback, Wide Receiver, Safety und Kick Returner eingesetzte Greene 2008 zu den Kiel Baltic Hurricanes. 2008 und 2009 wurde er mit den Fördestädtern deutscher Vizemeister, 2010 gelang unter Cheftrainer Patrick Esume der Gewinn des deutschen Meistertitels. Im selben Jahr wurde Greene mit der deutschen Nationalmannschaft Europameister. 2011 lief er für die Mönchengladbach Mavericks auf, mit der Nationalmannschaft nahm er ebenfalls 2011 an der Weltmeisterschaft teil und wurde Fünfter. In der 2012er Saison stand Greene wieder in Braunschweiger Diensten.
Zur 2013er Saison ging es für Greene nach Kiel zurück. 2014 wurde Greene mit Deutschland zum zweiten Mal Europameister. Im Anschluss an die Saison 2014 wechselte er von Norddeutschland ins Saarland und schloss sich dort den Saarland Hurricanes an, nachdem ein Engagement bei den Cologne Falcons aufgrund des Rückzugs der Mannschaft geplatzt war.